# Suor-Ujata

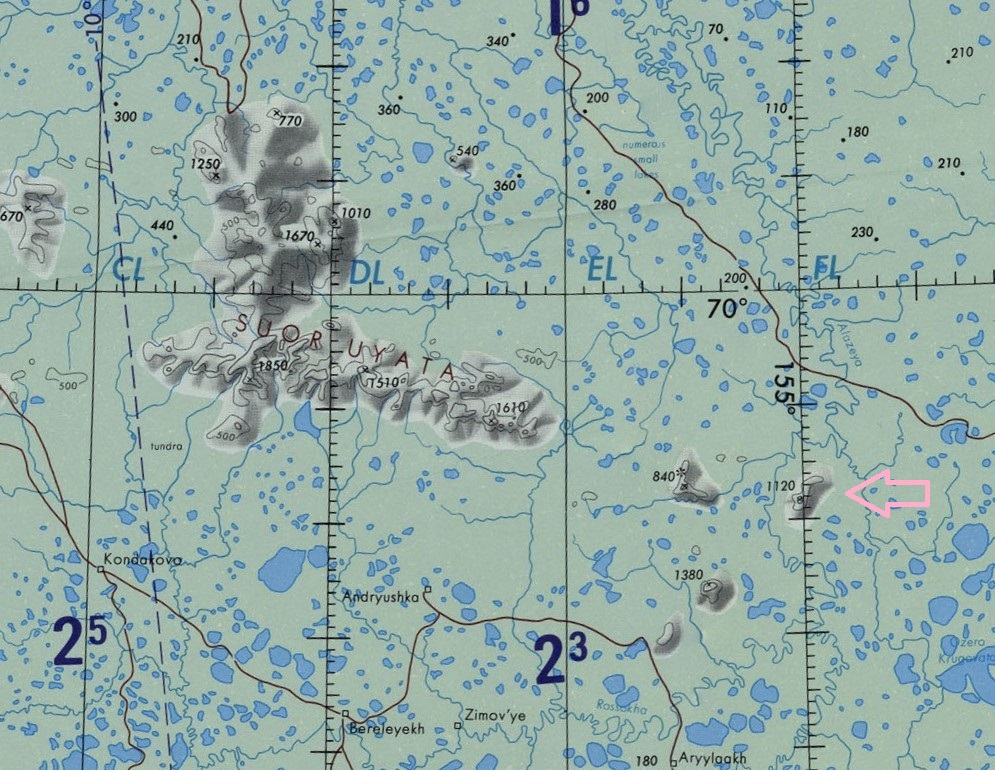
Mappa della cresta Suor-Ujata. Segnato dalla freccia il Kisiljach-Tas

La Suor-Ujata (in russo кряж Суор-Уята?) è una cresta montuosa nel nord della Sacha (Jacuzia), in Russia. 
Sorge nella zona nord-occidentale del bassopiano della Kolyma. La cresta principale si estende in direzione ovest-nord-ovest/est-sud-est per circa 60 chilometri. La sua vetta più alta è il Salyr-Tas (Салыр-Тас), alto 512 metri. Un'altra cresta l'Ulachan-Tas (Улахан-Тас) si estende approssimativamente verso nord per circa 40 chilometri la cui vetta più alta tocca i 576 metri.
A soli 20 km in direzione ovest sorgono gli Ulachan-Sis, di cui la Suor-Ujata può essere considerata un prolungamento orientale. Su tutti i lati è circondata da zone paludose con fiumi a flusso lento e una moltitudine di laghi.
I kigiljach (o kisiljach), particolari formazioni rocciose a forma di monoliti, che sono importanti elementi della cultura sacha, si trovano nell'area della Suor-Ujata. Un altro importante sito di kigiljach sorge a Kisiljach-Tas (327 m), 40 km a sud-est dell'estremità orientale della cresta, sulla riva destra del fiume Alazeja.